# Sindorla
Sindorla, parfois appelé Silorla, est une commune rurale située dans le département de Morolaba de la province de Kénédougou dans la région des Hauts-Bassins au Burkina Faso.

## Géographie
Sindorla est localisé à environ 20 km au sud-est de Morolaba et à 15 km à l'ouest de N'Dorola.

## Santé et éducation
Le centre de soins le plus proche de Sindorla est le centre de santé et de promotion sociale (CSPS) de Fadona.